# Alfred Liebster
Alfred Liebster (* 14. März 1910 in Wien; † 2000 in London Borough of Camden) war ein österreichischer Tischtennisspieler.
Alfred Liebster spielte in den 1920er Jahren in einem Verein des Wiener Bezirks Währing, später (1937) im Verein Straßenbahn Wien. Er vertrat Österreich von 1928 bis 1938 bei elf Weltmeisterschaften. Dabei wurde er 1928 Weltmeister im Doppel mit Robert Thum, 1936 gewann er den Titel mit der österreichischen Mannschaft. Dazu kommt der Gewinn von sechs Silber- und acht Bronzemedaillen. In der ITTF-Weltrangliste wurde er 1928 auf Platz zwei geführt.
1929, 1932 und 1937 wurde er nationaler österreichischer Meister im Einzel.  Im März 1940 nahm er an den English Open in Wembley teil, wo er im Endspiel Richard Bergmann unterlag und mit Bergmann den Doppelwettbewerb gewann.
Alfred Liebster wohnte von Oktober 1929 bis Juni 1938 in Wien in der Währinger Straße, danach musste er aufgrund seiner halbjüdischen Abstammung nach England emigrieren. Er lebte bis zu seinem Tod im Jahre 2000 in London in der Candover Street Nr. 4. Seine verwitwete Gattin lebte bis zu ihrem 95. Lebensjahr weiter in London.

## Turnierergebnisse
| Verband | Veranstaltung     | Jahr | Ort       | Land | Einzel        | Doppel        | Mixed         | Team |
| ------- | ----------------- | ---- | --------- | ---- | ------------- | ------------- | ------------- | ---- |
| AUT     | Weltmeisterschaft | 1938 | Wembley   | ENG  | letzte 128    | Viertelfinale | Halbfinale    | 2    |
| AUT     | Weltmeisterschaft | 1937 | Baden     | AUT  | letzte 64     | letzte 16     | keine Teiln.  | 4    |
| AUT     | Weltmeisterschaft | 1936 | Prag      | TCH  | letzte 64     | letzte 64     | letzte 32     | 1    |
| AUT     | Weltmeisterschaft | 1935 | Wembley   | ENG  | letzte 16     | Silber        | keine Teiln.  | 3    |
| AUT     | Weltmeisterschaft | 1934 | Paris     | FRA  | letzte 128    | letzte 16     | keine Teiln.  | 2    |
| AUT     | Weltmeisterschaft | 1933 | Baden     | AUT  | letzte 32     | Halbfinale    | Viertelfinale | 3    |
| AUT     | Weltmeisterschaft | 1932 | Prag      | TCH  | letzte 128    | letzte 64     | letzte 16     | 3    |
| AUT     | Weltmeisterschaft | 1931 | Budapest  | HUN  | Qual          | Halbfinale    | letzte 16     | 6    |
| AUT     | Weltmeisterschaft | 1930 | Berlin    | FRG  | Viertelfinale | Silber        | Viertelfinale | 4    |
| AUT     | Weltmeisterschaft | 1929 | Budapest  | HUN  | letzte 16     | letzte 16     | Halbfinale    | 2    |
| AUT     | Weltmeisterschaft | 1928 | Stockholm | SWE  | Halbfinale    | Gold          | Scratched     | 2    |